# Gnomidolon musivum
Gnomidolon musivum là một loài bọ cánh cứng trong họ Cerambycidae.